# 南古谷村
南古谷村（みなみふるやむら）は、埼玉県入間郡にあった村。

## 歴史
村名はかつて存在した古尾谷荘に由来する。

### 沿革
- 1889年（明治22年）4月1日 町村制施行に伴い、入間郡並木村連合戸長役場区域の今泉村、南田島村、久下戸村、並木村、牛子村、木野目村の6ヶ村と古市場村連合戸長役場区域の古市場村、澁井村が合併し南古谷村となる。村名はかつて存在した荘園、古尾谷荘に由来する[1]。後に村役場として1933年（昭和8年）に廃業した旧橋本銀行の洋館が使われた。
- 1940年（昭和15年） 川越線が開通し、南古谷駅が開業する。
- 1955年（昭和30年） 川越市に編入される。

### 村域の変遷
| 1868年 以前 | 1868年 以前     | 1889年 (明治22) 4月1日 | 1939年 (昭和14) | 1955年 (昭和30) 4月1日 | 現在   |
| ----------- | --------------- | ---------------------- | --------------- | ---------------------- | ------ |
|             | 古谷本郷 の一部 | 古谷村                 | 南古谷村 に編入 | 川越市 に編入          | 川越市 |
|             | 小中居村 の一部 | 古谷村                 | 南古谷村 に編入 | 川越市 に編入          | 川越市 |
|             | 今泉村          | 南古谷村               | 南古谷村        | 川越市 に編入          | 川越市 |
|             | 南田島村        | 南古谷村               | 南古谷村        | 川越市 に編入          | 川越市 |
|             | 久下戸村        | 南古谷村               | 南古谷村        | 川越市 に編入          | 川越市 |
|             | 並木村          | 南古谷村               | 南古谷村        | 川越市 に編入          | 川越市 |
|             | 牛子村          | 南古谷村               | 南古谷村        | 川越市 に編入          | 川越市 |
|             | 古市場村        | 南古谷村               | 南古谷村        | 川越市 に編入          | 川越市 |
|             | 木野目村        | 南古谷村               | 南古谷村        | 川越市 に編入          | 川越市 |
|             | 渋井村          | 南古谷村               | 南古谷村        | 川越市 に編入          | 川越市 |
|             | 久下戸村 の一部 | 南古谷村               | 古谷村 に編入   | 川越市 に編入          | 川越市 |
|             | 並木村 の一部   | 南古谷村               | 古谷村 に編入   | 川越市 に編入          | 川越市 |

## 地域

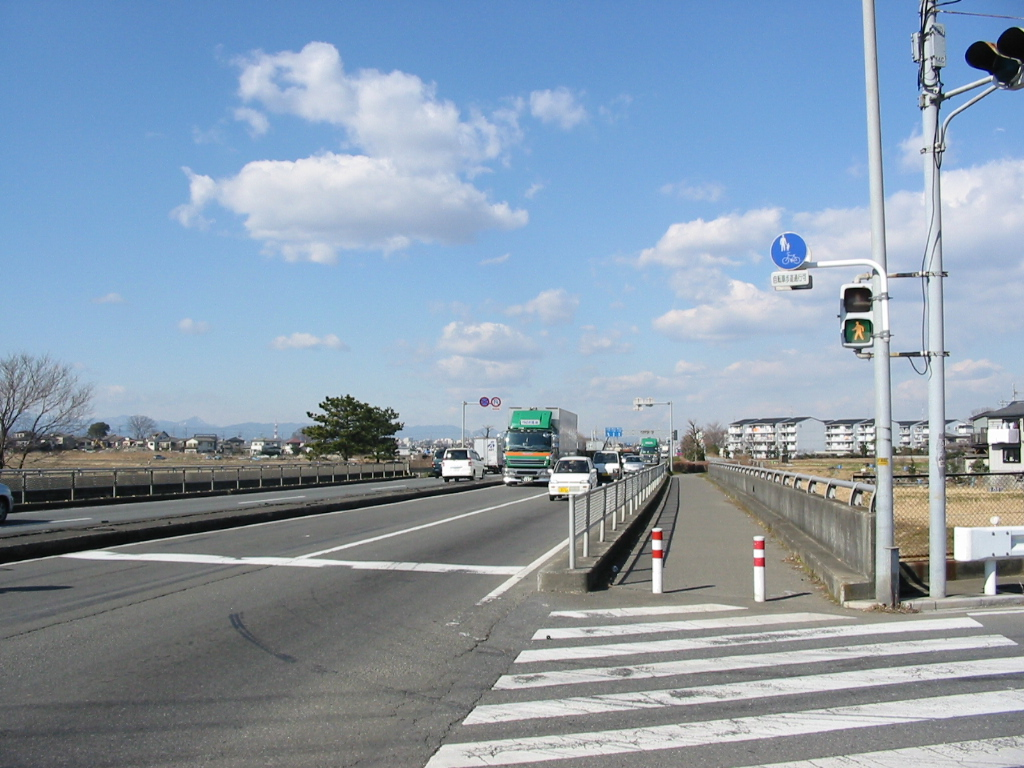
古市場交差点

- 並木(なみき)　南古谷駅がある。大字並木のほか、駅前地区を区画整理し、その一部を境界変更すると共に並木新町（1975年）、並木西町（1983年）、泉町と順に町名変更した。

以下はすべて現在川越市の大字である。
- 今泉(いまいずみ)
- 南田島(みなみたじま)-現在は一部が藤木町となっている。
- 久下戸(くげど)- 現在は一部が萱沼となっている。
- 牛子(うしこ)
- 古市場(ふるいちば)
- 木野目(きのめ) 現在は一部が藤木町となっている。
- 渋井(しぶい)- 現在は久下戸東側の飛地が萱沼となっている。

## 交通

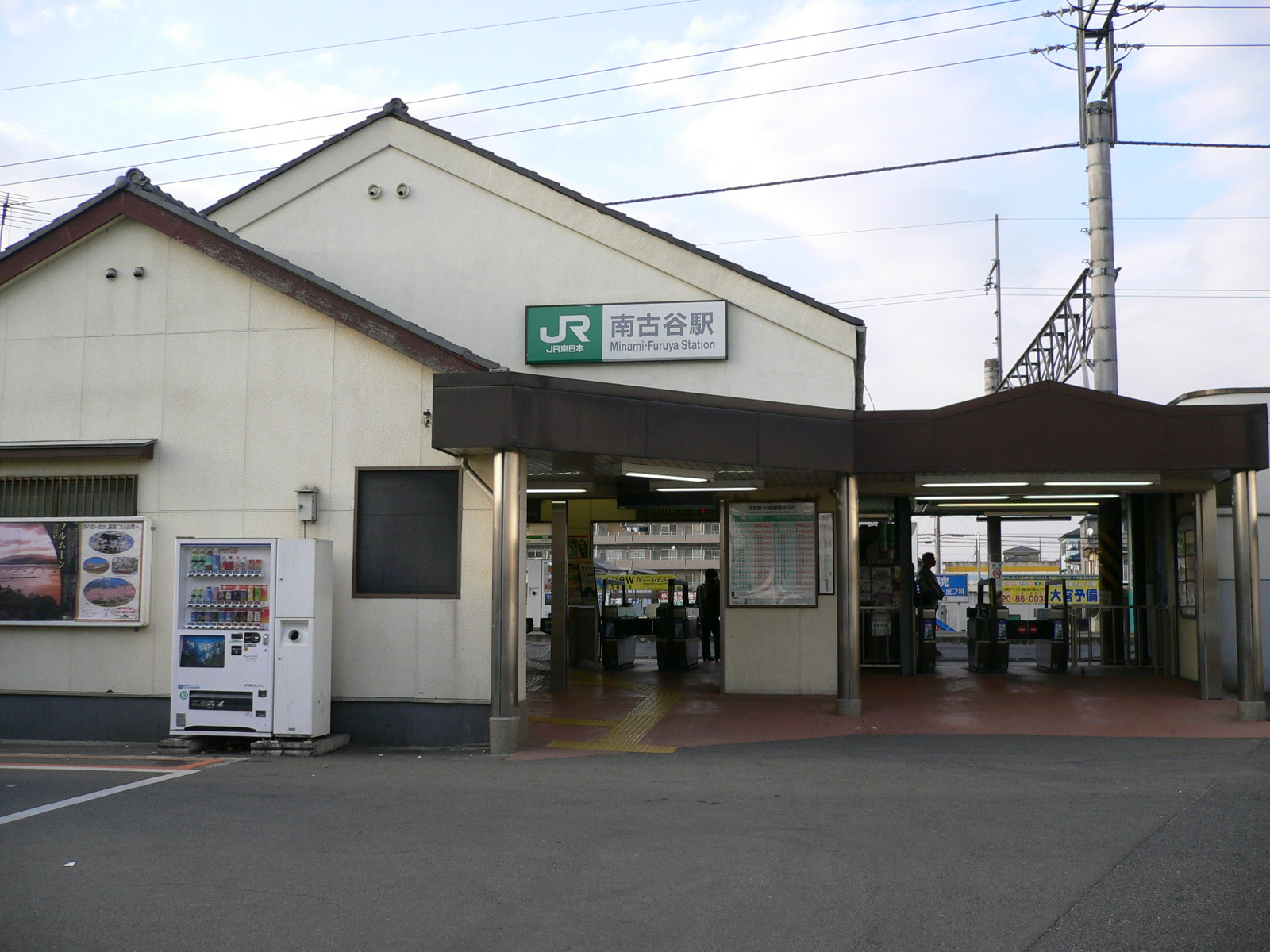
南古谷駅

### 鉄道
- 国鉄（JR東日本）
  - ■川越線
    - 南古谷駅